# Барагура Володимир
Барагу́ра Володи́мир (8 листопада 1910, Немирів, Львівська область — 2 грудня 2000, Ов'єдо, Флорида) — український письменник, редактор, критик, журналіст.

## Біографія
Народився 8 листопада 1910 року у місті Немирові Рава-Руського повіту (Галичина) у родині судового урядовця. Закінчив українську гімназію в Яворові (1928), потім студіював славістику у Львівському університеті (1934), у 1944—1946 роках навчався у Віденському університеті. Працював учителем у Яворові та Стрию (1936—1939). Друкувався в Україні у виданнях «Нова зоря», «Життя і знання», «Рідна мова», «Наша культура». Журналістську діяльність продовжив у еміграції: спочатку в Німеччині, потім у США.
Був співредактором журналу для дітей «Веселка» (1954—1984). Член Спілки українських журналістів Америки. Помер 2 грудня 2000 року у місті Ов'єдо (Флорида).

## Творчість
Автор збірки історичних і біографічних оповідань «Меч і книга» (1954, 1980), збірок спогадів «На калиновому мості» (1982, 1989), «Як я став журналістом», статей у пресі.

## Твори
- Барагура В. Зустріч з русалкою у хвилях океану: Крихти з мого життя — дійсність і вигадка. — Jersey City: Свобода, 1996. — 64 с.
- Барагура В. Калиновий міст: Збірка споминів-розповідок з дитячих років у Немирові і з життя учнів Яворівської гімназії в 1914—1928 рр. — Нью-Йорк, Джерзі Ситі: Свобода, 1982. — 218 с.

- Барагура В. Меч і книга. — Торонто: Добра книжка, 1980. — 112 с.
- Барагура В. Як я став журналістом: Спогади зі студентських років 1928—1934. — Торонто: Українська книжка, б. р. — 103 с.